# 無宿侍
『無宿侍』（むしゅくざむらい）は、1973年（昭和48年）10月6日から同年12月29日まで、フジテレビ系列で毎週土曜22:30 - 23:25の1時間枠で放映されたテレビ時代劇。主演は天知茂。全13話。

## 概要
江戸時代のある村が主な舞台。影の雲十郎の下に動く忍者集団「蔭」の中で任務をこなす柘植のゲンと弥藤次。しかし弥藤次は自分のすることに疑問を抱くと共に、百姓の娘・さとに恋した余り抜け忍となる。そしてゲンは弥藤次の掟討ちを命じられて対決するも、やがて弥藤次の態度に心を動かされてゲンも抜け忍となり、「卍幻之介」を自称して、「伝達師」なる不気味な仮面を付けた謎の忍者、その上の影公方と言われる謎の男らと戦いながらも追われる身となる。
忍者の集団から脱したいわゆる抜け忍の世界の中で、人間として生きる喜びを求め、さすらう一人のアウトサイダーの姿を描いたウエスタン調時代劇、とも紹介されている。

## キャスト
- 卍幻之介（柘植のゲン）：天知茂- 抜け忍となり、侍の出で立ちで諸国を逃げる。
- 弥藤次：山﨑努[3]
- きらら：松岡きっこ - ゲンの一夜妻だったが、恋と任務の間で板挟みになりながらも敵と共にゲンを追うことに。
- さと：宇津宮雅代
- 藤田みどり
- 影の雲十郎：西村晃
- ナレーター：芥川隆行

## スタッフ
- 企画：五社英雄
- プロデューサー：梅村幹比古、五社英雄、新藤善之
- 脚本：石川孝人、田坂啓、押川國秋、鎌田敏夫、服部佳、小山内美江子、宮川一郎
- 音楽：冨田勲
- 制作担当：真海洋、小林晋貳
- 助監督：寄本祐司、榎本富士夫、大庭英雄、新津左兵
- 撮影：森隆吉
- 照明：岡庭正隆
- 録音：宮入勝、豊田博、成田茂
- 編集：神谷信武
- 現像：東洋現像所
- 美術：筒井増男
- 装置：美建興業
- 殺陣：湯浅謙太郎
- 監督：田中徳三、五社英雄、土屋啓之助、中川信夫、香月敏郎、鍛冶昇、榎本富士夫、鈴木敏郎
- 制作：国際放映、フジテレビ

## 放映リスト
| 話数 | 放送日         | サブタイトル   | 脚本               | 監督       | ゲスト |
| ---- | -------------- | -------------- | ------------------ | ---------- | --- |
| 1    | 1973年10月6日  | 掟討ち         | 石川孝人           | 田中徳三   | 露口茂、浅野進治郞、豪健司、今村原兵、 桐竹亀松、石川冷、紫山佳子、戸張まどか、 志水辰三郎、折尾吉郎、賀川昇一、石川隆昭                                                                   |
| 2    | 1973年10月13日 | 皆殺しの宿場   | 田坂啓             | 五社英雄   | 松尾嘉代、京春上、深江章喜、山本麟一、 佐藤京一、森秋子、堀田真三、金光満樹、 渡真二、宮沢元、江口ふじ子                                                                                   |
| 3    | 1973年10月20日 | 群狼の詩       | 押川國秋、石川孝人 | 土屋啓之助 | 夏八木勲、宮本信子(おりょう)、大木正司、伊藤久哉、 松川勉、大前均、宗近晴見、美山ゆみ、 菅沼赫、田中一、鹿島邦義、河原田玄三郎、 林寛一、大沢幸祐、岡本堅一、今治信明、松尾悟              |
| 4    | 1973年10月27日 | 抜忍無情       | 石川孝人、鎌田敏夫 | 中川信夫   | 芦屋雁之助、北町史郎、江家礼子、亀田秀樹、 高角宏暁、黒沢のり子 |
| 5    | 1973年11月3日  | 傀儡人形の草笛 | 石川孝人           | 中川信夫   | 吉田日出子、江原真二郎、戸上城太郎 |
| 6    | 1973年11月10日 | 俺が拾った宿命 | 石川孝人           | 香月敏郎   | 岸田森、高野浩幸、御影京子、須永宏 |
| 7    | 1973年11月17日 | 情無用の罠     | 服部佳             | 鍛冶昇     | 中村竹弥、清川新吾 |
| 8    | 1973年11月24日 | 無情の唄       | 押川國秋           | 田中徳三   | 中谷一郎、早川保 |
| 9    | 1973年12月1日  | 恋慕娘無残     | 小山内美江子       | 土屋啓之助 | 二本柳敏恵、石橋雅史 |
| 10   | 1973年12月8日  | 蒼い人魂火     | 石川孝人           | 榎本富士夫 | 桑山正一、梅津栄、戸田春子、宮口二朗、 小畑通子、土屋靖雄、川野耕司、内田勝正、 柿木香二、古川信興、山辺孝司、田中勝、 飯田テル子                                                          |
| 11   | 1973年12月15日 | 逃亡街道       | 宮川一郎           | 鈴木敏郎   | 入江若葉、信欽三、ジェリー藤尾、宗方勝己、 岸久美子、穂積隆信、沢村宗之助、服部哲治、 池田忠夫、早川研吉、原田力、高松政雄、 永島岳、永谷悟一、星野兼児郎、桶田奈保美、 石黒正男、波戸崎徹 |
| 12   | 1973年12月22日 | 追いつめる     | 宮川一郎           | 田中徳三   | 伊沢一郎、天草四郎、工藤堅太郎、長谷川峯子、 市原清彦、中曽根公子、高見国一、石山雄大、 佐野哲也、根上忠、きくち英一、善賢一、斎藤里花、 田中卓、福原圭一                                  |
| 13   | 1973年12月29日 | ふたり幻之介   | 宮川一郎           | 香月敏郎   | 千波丈太郎、北川めぐみ、加茂良子、真咲美岐、 仁内建之、湊俊一、水原芙美、松尾文人、上岡紘子 沢寛二、羽沢信夫                                                                               |

## DVD
- 2022年10月12日にベストフィールドより発売（販売元は東映・東映ビデオ）